# Clypeaster chesheri
Clypeaster chesheri is een zee-egel uit de familie Clypeasteridae.
De wetenschappelijke naam van de soort werd in 1970 gepubliceerd door Serafy.